# Katja Kettu

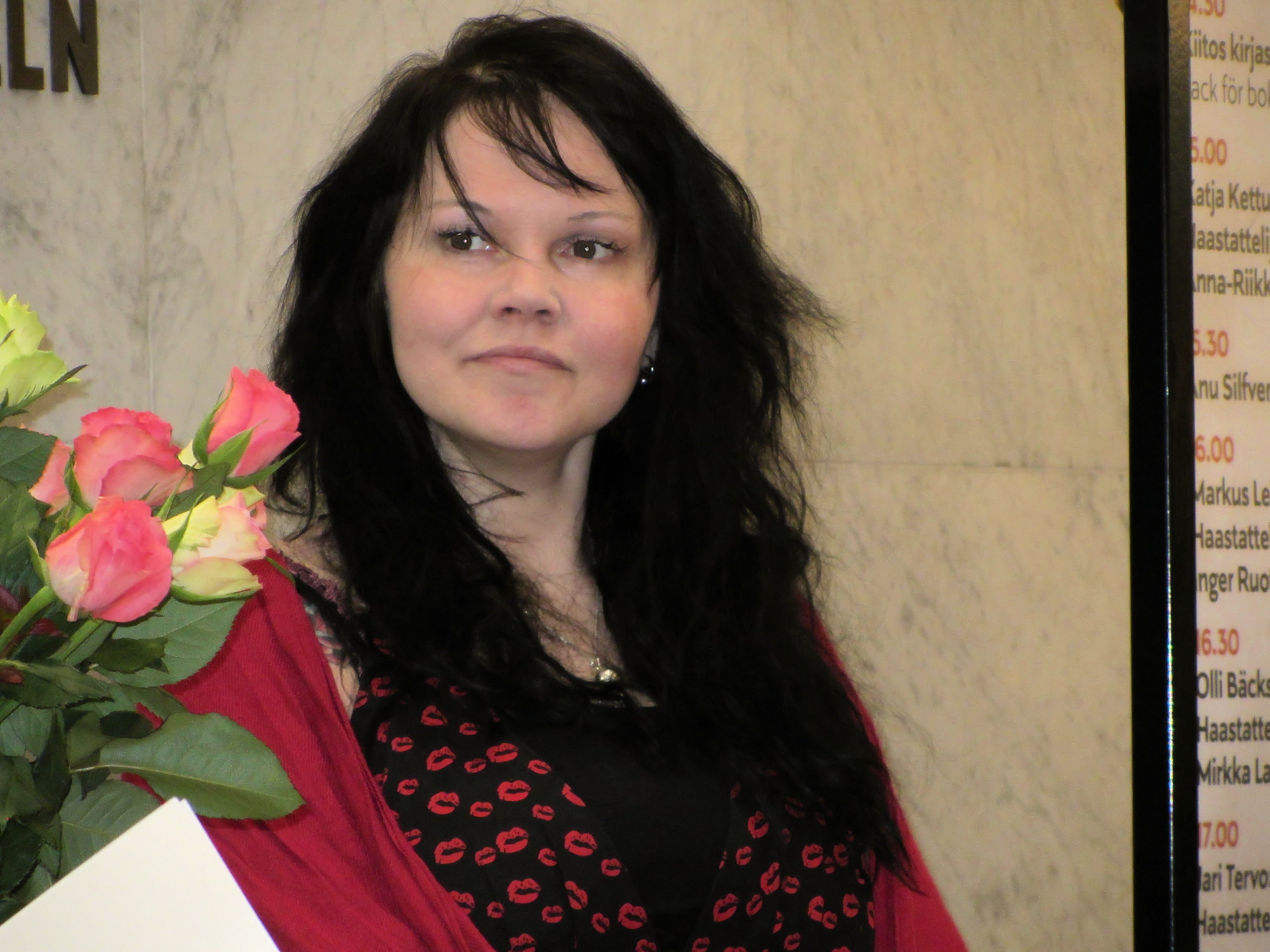
Katja Kettu (2013)

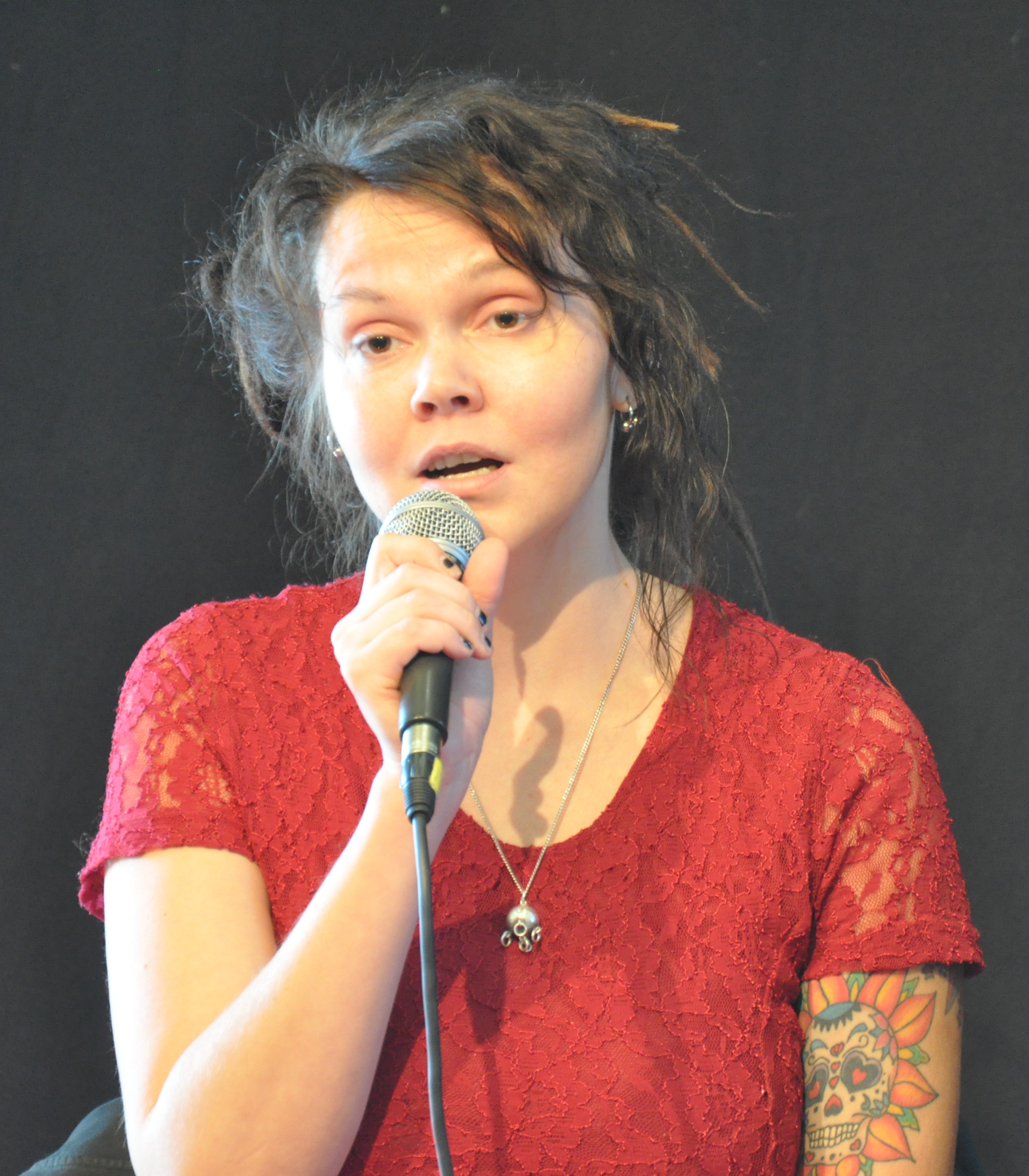
Katja Kettu (2011)

Katja Kettu (* 10. April 1978 in Rovaniemi, Finnland als Katja Heikkinen) ist eine finnische Schriftstellerin, Animatorin und Filmproduzentin.

## Leben
Katja Kettu schloss 2001 ihr Animationsstudium an der Kunstakademie Turku ab. Anschließend studierte sie Finnländische Literatur und Medienkultur an der Universität Tampere. Seitdem war sie als Animatorin für Kurzfilme wie Kirsikkakakku, Viisi aamua vielä und Röllin sydän verantwortlich. Außerdem drehte sie einige Musikvideos, darunter für Musiker wie Felix Kubin & Aavikko, I Walk The Line und für ihre eigene Band Confusa, deren Sängerin sie ist. Außerdem arbeitete sie als Kolumnistin für Zeitungen und Zeitschriften wie Turun Sanomat, Vihreä Lanka, Voima, Lumooja und Vegaia.
Mit ihrem Roman Surujenkerääjä debütierte Kettu 2005 als Schriftstellerin. Das beim Verlag WSOY veröffentlichte Buch wurde mit einer Nominierung als Bester Debütroman für den Helsingin-Sanomat-Literaturpreis bedacht und schließlich mit dem Tiiliskivi-Preis ausgezeichnet. Ihren großen Durchbruch als Schriftstellerin hatte sie allerdings mit ihrem dritten Roman Kätilö. Das Buch wurde von Kritik wohlwollend aufgenommen und stand mehrere Wochen auf Platz 1 der Finnischen Bestsellerliste. Für die Geschichte, die während des Zweiten Weltkrieges die Liebe zwischen einer finnischen Krankenschwester und einem deutschen Soldaten erzählt, wurde sie mit Literaturpreisen wie dem Kalevi-Jäntin-Preis, dem Runeberg-Preis und der Danke-für-das-Buch-Medaille ausgezeichnet. Thematisch war es eines von vier finnischen Büchern, die zwischen 2011 und 2012 erschienen sind und Finnland im Zweiten Weltkrieg behandeln. Während die Bücher von Paula Havaste, Antti Tuuri und Heidi Köngäs bisher keine deutsche Übersetzung fanden, erschien Kettus Buch nach einer Übersetzung von Angela Plöger im August 2014 unter dem deutschen Titel Wildauge beim Kölner Verlag Kiepenheuer & Witsch.

## Kritik
- Zum Roman Wildauge:
  - "Es ist die expressionistische und explosive Sprachkraft der Autorin, die uns Leser die Geschichte miterleben und miterleiden lässt, indem sie weitgehend aus der naiven Perspektive der politisch völlig unerfahrenen Hebamme spricht und dadurch einen ungewöhnlichen Blick in ein verdrängtes Kapitel deutsch-finnischer Vergangenheit ermöglicht.(...) erzählt Katja Kettu von einer starken Frau, einer Hebamme aus Lappland, die ihre Kraft in der Magie der Natur, dem Vertrauen auf ihre eigenen Gefühle und letztlich in ihrer überwältigenden Fähigkeit zu lieben findet."[3]
  - In Die Zeit schreibt Ronald Düker zu Wildauge: "Die sexuelle Ebene dieses Romans ist roh und direkt. Dahinter steht die finnisch-deutsche Kopulation im Krieg und die tiefe Demütigung, die sie hinterließ. Sie wird bis heute mit Schweigen bedacht oder durch patriotische Erzählungen kaschiert. Kettu kennt aber keine Helden und keine Moral. Sie feiert einen zwischen Pathos und eisiger Kälte changierenden Existenzialismus, der sich stellenweise mit den Kriegsromanen von Curzio Malaparte und Jonathan Littell messen kann. Zu einem Star der finnischen Literatur ist Kettu allein durch dieses eine Buch geworden."[4]
  - Norbert Kühne vom Medienhaus Bauer/Marler Zeitung: "Das ist in der Tat ein Roman für reife Leser. Solche, die den einen oder anderen Sturm der Entrüstung oder Verzweiflung über sich ergehen lassen können, ohne zu resignieren. Doch die Lektüre ist auch ein profundes Erleben von Literatur, die etwas wagt. Insgesamt ein elementares Lesevergnügen."[5]

## Werke (Auswahl)
Romane
- Surujenkerääjä (2005)
- Hitsaaja (2008)
- Kätilö (2011)

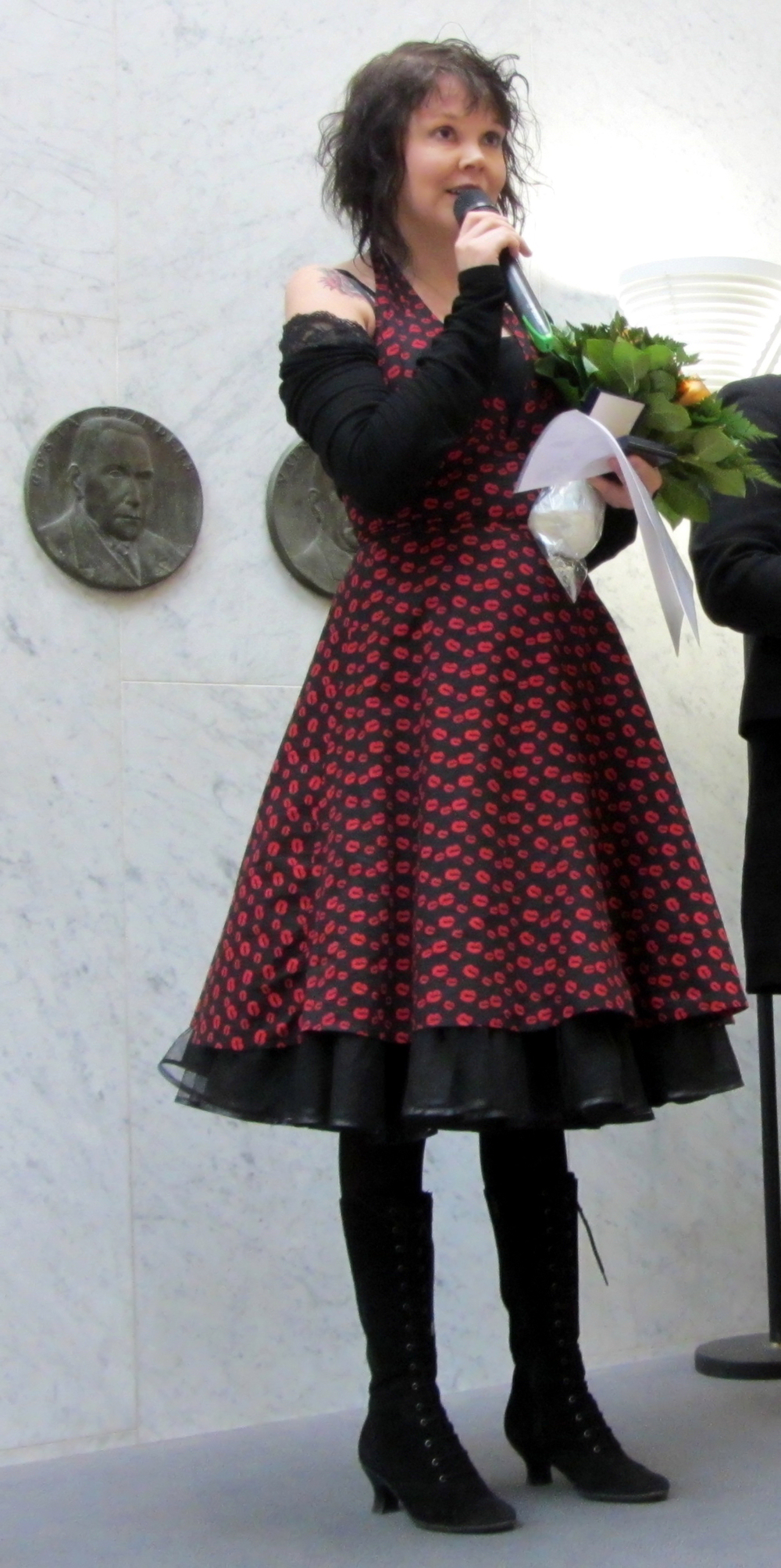
Katja Kettu (2012)

  - Wildauge, aus dem Finnischen von Angela Plöger, Galiani Verlag, Berlin 2014, ISBN 978-3-86971-082-2
- Piippuhylly (2013)
- Yöperhonen (2015)
  - Feuerherz, aus dem Finnischen von Angela Plöger, Ullstein Verlag, Berlin 2017, ISBN 978-3-84371-551-5
- Fintiaanien mailla (2016)
- Rose on poissa (2018)
  - Die Unbezwingbare, aus dem Finnischen von Angela Plöger, Ecco Verlag, Hamburg 2021, ISBN 978-3-7530-0001-5

Animationskurzfilme
- 1997: Pieni elokuva tupakoinnin vaaroista
- 1999: Kirsikkakakku
- 2001: Agoraphobia
- 2001: Manipulation
- 2004: Manipulation
- 2005: Siberian Express
- 2006: Viisi aamua vielä
- 2007: Merivuokkojen taistelu
- 2007: Röllin sydän
- 2011: Mankeli

Musikvideos
- 2004: Felix Kubin & Aavikko – Superlake Beat
- 2004: I Walk The Line – Demons Are Forever
- 2006: I Walk The Line – When I’m Gone
- 2007: Confusa – Haihtuu

## Auszeichnungen (Auswahl)
- Tiiliskivi-Preis 2005 für Surujenkerääjä
- Kalevi-Jäntin-Preis 2011 für Kätilö
- Runeberg-Preis 2012 für Kätilö
- Danke-für-das-Buch-Medaille 2012 für Kätilö